# Atractus riveroi
Atractus riveroi är en ormart som beskrevs av Roze 1961. Atractus riveroi ingår i släktet Atractus och familjen snokar. Inga underarter finns listade.
Arten förekommer i södra Venezuela i delstaten Amazonas och i Brasilien i delstaten Roraima. Den vistas i bergstrakter mellan 1300 och 1800 meter över havet. Honor lägger ägg.